# Campionati europei di ciclocross 2006
I Campionati europei di ciclocross 2006, quarta edizione della competizione, si disputarono a Huijbergen, nei Paesi Bassi, il 9 dicembre 2006.

## Eventi
Domenica 9 dicembre
- Uomini Juniors, 14,4 km
- Donne, 14,4 km
- Uomini Under-23, 22,9 km

## Medagliere
| Pos.   | Nazione     | Oro | Argento | Bronzo | Totale |
| ------ | ----------- | --- | ------- | ------ | ------ |
| 1      | Belgio      | 2   | 1       | 1      | 4      |
| 2      | Paesi Bassi | 1   | 0       | 2      | 3      |
| 3      | Germania    | 0   | 1       | 0      | 1      |
| 3      | Rep. Ceca   | 0   | 1       | 0      | 1      |
| Totale | Totale      | 3   | 3       | 3      | 9      |

## Sommario degli eventi
| Eventi            | Oro                              | Tempo  | Argento                    | Tempo   | Bronzo                      | Tempo   |
| Uomini            |                                  |        |                            |         |                             |         |
| Under-23 dettagli | Niels Albert Belgio              | 53'16" | Zdeněk Štybar Rep. Ceca    | a 26"   | Rob Peeters Belgio          | a 1'50" |
| Junior dettagli   | Vincent Baestaens Belgio         | 36'40" | Joeri Adams Belgio         | a 12"   | Ramon Sinkeldam Paesi Bassi | a 18"   |
| Donne             |                                  |        |                            |         |                             |         |
| Elite dettagli    | Daphny van den Brand Paesi Bassi | 36'57" | Hanka Kupfernagel Germania | a 1'17" | Marianne Vos Paesi Bassi    | a 1'41" |